# Marcel Langiller
Marcel Aristide „La Caille” Langiller (ur. 2 czerwca 1908 w Paryżu, zm. 25 grudnia 1980 tamże) – francuski piłkarz grający na pozycji napastnika.

## Kariera zawodnicza
Ten lewy napastnik rozpoczął karierę w jednym z najstarszych klubów piłkarskich we Francji, CA Paryż. Już w roku 1927 Marcel Langiller znany jako „La Caille” („Przepiórka”) dostał pierwsze powołanie do reprezentacji Francji. Również w tym samym sezonie CAP doszedł do finału Pucharu Francji, w którym jednak młoda i obiecująca ekipa w składzie między innymi z Langillerem oraz braćmi Jeanem i Lucienem Laurentami uległa 1:3 lokalnemu rywalowi Red Star 93.
W drugiej połowie lat 20. Red Star powoli przechodził na zawodowstwo, choć teoretycznie było to zakazane aż do 1932 roku. Langiller jednak w roku 1928 po powrocie z igrzysk olimpijskich przeniósł się do AC Roubaix, gdzie grał przez następne pięć lat. Pobyt na północy kraju „La Caille” okrasił zdobyciem Pucharu Francji, w finale pokonując w derbach rozegranych na Parc des Princes lokalnego rywala, RC Roubaix 3:1. Po niespełna półgodzinie gry AC prowadził już 3:0, a jedną z bramek już w trzeciej minucie gry zdobył Langiller.
Kolejny sezon Marcel spędził w ekipie Red Star 93, z którą wywalczył mistrzostwo drugiej ligi. Ostatnie cztery lata kariery podzielił równo na grę w AS Saint-Étienne oraz klubie, którego był wychowankiem, CA Paryż. Karierę zakończył w roku 1938 w wieku zaledwie 30 lat.

## Kariera reprezentacyjna
Pomiędzy majem 1927 i grudniem 1937 Marcel Langiller rozegrał 30 spotkań w kadrze narodowej, w których strzelił siedem goli. W siedmiu z tych meczów był kapitanem reprezentacji. Uczestniczył w igrzyskach olimpijskich 1928 oraz w mistrzostwach świata 1930, na których trafił do siatki w spotkaniu z Meksykiem.

## Po zakończeniu kariery
Podczas II wojny światowej Marcel Langiller najprawdopodobniej służył w wojsku. Następnie od roku 1945 do pierwszej połowy lat 60. pełnił funkcję prezydenta CA Paryż. Zmarł w roku 1980 w wieku 72 lat.

## Osiągnięcia
- Puchar Francji z AC Roubaix (1933)
- finał Pucharu Francji z CA Paryż (1928)
- mistrzostwo drugiej ligi z Red Star 93 (1934)